# Onthophagus gandju
Onthophagus gandju är en skalbaggsart som beskrevs av Matthews 1972. Onthophagus gandju ingår i släktet Onthophagus och familjen bladhorningar. Inga underarter finns listade i Catalogue of Life.